# Shahdol
Shahdol è una suddivisione dell'India, classificata come municipality, di 78.583 abitanti, capoluogo del distretto di Shahdol, nello stato federato del Madhya Pradesh. In base al numero di abitanti, la città rientra nella classe II (da 50.000 a 99.999 persone).

## Geografia fisica
La città è situata a 23° 16' 60 N e 81° 20' 60 E e ha un'altitudine di 463 m s.l.m.

## Società

### Evoluzione demografica
Al censimento del 2001 la popolazione di Shahdol assommava a 78.583 persone, delle quali 41.373 maschi e 37.210 femmine. I bambini di età inferiore o uguale ai sei anni assommavano a 9.532, dei quali 4.989 maschi e 4.543 femmine. Infine, coloro che erano in grado di saper almeno leggere e scrivere erano 59.795, dei quali 33.970 maschi e 25.825 femmine.